# Dhayet Bendhahoua
Dhayet Bendhahoua (em árabe: ضية بن ضحوة), também escrito Dayet Ben Dahoua, é uma cidade e comuna localizada na província de Ghardaïa, Argélia. Segundo o censo de 2008, a população total da cidade era de 12 643 habitantes.